# Ngā Wai Hono i te Pō
Ngā Wai Hono i te Pō (Waikato, 13 de gener de 1997) és la reina maori. Va ser elevada al tron el 5 de setembre de 2024, sent escollida per succeir al seu pare Kīngi Tūheitia. El seu nom complet i títol és Te Arikinui Kuīni Ngā Wai Hono i te Pō. Els seus títols Te Arikinui (que significa Cap Suprem) i Kuīni (que significa Reina) van ser atorgats quan es va convertir en monarca. Filla més petita i filla única de Tūheitia, és descendent directa del primer rei maori, Pōtatau Te Wherowhero, que va ser instaurat el 1858. És la vuitena monarca Kīngitanga i la segona dona que ocupa el càrrec.
Ngā Wai Hono i te Pō va néixer a la família reial Kīngitanga durant el regnat de la seva àvia paterna Te Arikinui Dame Te Atairangikaahu. És la filla menor de Kīngi Tūheitia Pōtatau Te Wherowhero VII i Makau Ariki Atawhai Paki. Els seus primers anys van estar impregnats de les pràctiques culturals i espirituals del poble maori, amb un enfocament particular en les tradicions del moviment Kīngitanga.
El 2024, després de la mort del seu pare, Ngā Wai Hono i te Pō va ser seleccionada com a reina maori pel Tekau-mā-rua. La seva coronació va tenir lloc al marae de Tūrangawaewae, la seu del Kīngitanga, en una cerimònia a la qual van assistir líders i dignataris d'arreu del país i del Pacífic. El nomenament va ser vist com una continuació de la missió del Kīngitanga d'unificar els maoris i protegir els seus drets.